# Katō Takeo

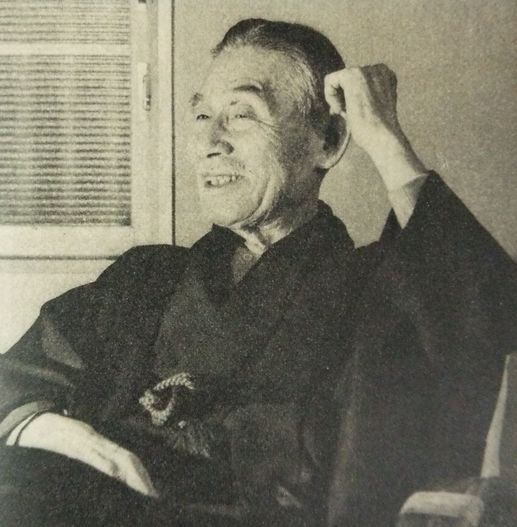
Katō Takeo

Katō Takeo (japanisch 加藤武男; geboren 5. Juni 1877 in der Präfektur Tochigi; gestorben 17. Oktober 1963) war ein japanischer Bankfachmann.

## Leben und Wirken
Katō Takeo machte seinen Studienabschluss an der Keiō Gijuku, der jetzigen Keiō-Universität. Er trat 1901 in die Bank-Abteilung der Firma Mitsubishi ein. 1943 wurde er Präsident der Mitsubishi-Bank und gleichzeitig Direktor des Zentralbüros des Mitsubishi-Firmenkonglomerat. Dort war er der zweitmächtigste Mann nach dem Chef des Hauses, Iwasaki Koyota.
Nach Ende des Pazifikkriegs spielte Katō eine entscheidende Rolle beim Wiederaufbau des Hauses Mitsubishi, nun eine lose Gruppe von Einzelunternehmen. Daneben war er Wirtschaftsberater des Premierministers Yoshida Shigeru, Berater des Kaiserlichen Hofamts, des Nippon Keidanren, der Bank of Japan, der Industrial Bank of Japan und anderer Einrichtungen.